# Richard Joyce
Richard John Joyce –conocido como Dick Joyce– (Wellington, 1 de mayo de 1946) es un deportista neozelandés que compitió en remo.
Participó en dos Juegos Olímpicos de Verano en los años 1968 y 1972, obteniendo dos medallas, oro en México 1968 y oro en Múnich 1972. Ganó una medalla de bronce en el Campeonato Mundial de Remo de 1970 y una medalla de oro en el Campeonato Europeo de Remo de 1971.

## Palmarés internacional
| Juegos Olímpicos   | Juegos Olímpicos          | Juegos Olímpicos  | Juegos Olímpicos   |
| Año                | Lugar                     | Medalla           | Prueba             |
| ------------------ | ------------------------- | ----------------- | ------------------ |
| 1968               | Ciudad de México (México) | Medalla de oro    | Cuatro con timonel |
| 1972               | Múnich (RFA)              | Medalla de oro    | Ocho con timonel   |
| Campeonato Mundial |                           |                   |                    |
| Año                | Lugar                     | Medalla           | Prueba             |
| 1970               | St. Catharines (Canadá)   | Medalla de bronce | Ocho con timonel   |
| Campeonato Europeo |                           |                   |                    |
| Año                | Lugar                     | Medalla           | Prueba             |
| 1971               | Copenhague (Dinamarca)    | Medalla de oro    | Ocho con timonel   |

1. ↑  En algunas ediciones del Campeonato Europeo se permitió la participación de remeros de otros continentes.